# Komora imersyjna

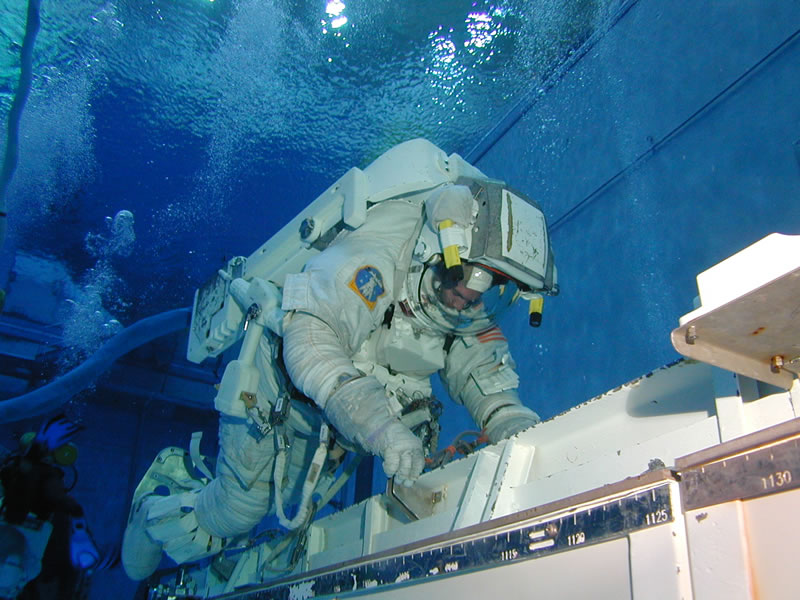
Astronauta trenujący w komorze imersyjnej Centrum Lotów Kosmicznych imienia Lyndona B. Johnsona

Komora imersyjna – zbiornik zawierający wodę służący do imitowania stanu nieważkości.
Komora imersyjna wykorzystuje fakt, że średni ciężar właściwy ciała ludzkiego jest zbliżony do ciężaru właściwego wody, a wypór wody mniej więcej równoważy ciężar ciała (prawo Archimedesa). Naśladowanie nie jest idealne, gdyż różne tkanki i narządy wewnętrzne mają różny ciężar właściwy.
Komory używane są do trenowania astronautów i ćwiczenia zadań, które mają być wykonane podczas faktycznego przebywania w przestrzeni kosmicznej w stanie nieważkości.